# Lee Sang-hee
Lee Sang-hee (en hangul, 이상희; nacida en Ulsan el 8 de octubre de 1983) es una actriz surcoreana.

## Vida personal
Se casó en 2019 con una persona también perteneciente al mundo del espectáculo. La noticia se hizo pública solo cinco años después, al mencionar a su marido durante la ceremonia de los 60.os Premios Baeksang Arts, donde fue premiada como mejor actriz de reparto en cine.

## Carrera
En 2019 se unió al elenco recurrente de la serie Una noche de primavera, donde interpretó a Song Yeong-joo, una colega y amiga de Jeong-in (Han Ji-min).
En febrero de 2021 se anunció que se había unido al elenco de la película Jung Family Cattle Ranch (también conocida como "Jung's Ranch") donde da vida a Kyung-eun, la hermana menor de Man-soo (Ryu Seung-ryong) and Byung-soo (Park Hae-joon).
Tras haberse dedicado siempre a cine y televisión, debutó en teatro en 2025, con la obra The Effect, con el personaje de la doctora Lorna James.

## Filmografía

### Cine
| Año  | Título                   | Papel                                           | Ref.        |
| ---- | ------------------------ | ----------------------------------------------- | ----------- |
| 2015 | Shadow Island            | Mi Ran                                          |             |
| 2016 | One Way Trip             | enfermera                                       |             |
| 2016 | Phantom Detective        | madre de Hong Gil-dong                          |             |
| 2016 | The Truth Beneath        | madrastra de Choi Mi-ok                         |             |
| 2016 | End of Winter            | Kang Hye-jung                                   |             |
| 2016 | Jamsil (Magnanery)       | Chae Mi-hee                                     |             |
| 2016 | Tunnel                   | reportera de YTN                                |             |
| 2016 | Seoul Station            | voluntaria (voz)                                |             |
| 2016 | The Age of Shadows       | madre del bebe                                  |             |
| 2016 | Our Love Story           | Yoon-joo                                        |             |
| 2017 | Come, Together           | Administradora                                  |             |
| 2017 | Late Summer, Late Fall   | Sun-ah                                          |             |
| 2017 | I Can Speak              | Hye-jung                                        |             |
| 2017 | No Man's Land            | PD Oh                                           |             |
| 2017 | Mothers                  | Mi-ran                                          |             |
| 2018 | Golden Slumber           | Geum Cheol-cheo                                 |             |
| 2019 | Family Affair            | Sang Hee                                        |             |
| 2021 | A Distant Place          | Eung Young                                      |             |
| 2021 | Jung Family Cattle Ranch | Kyung-eun                                       |             |
| 2022 | Decibel                  | Oficial de Eliminación de Artefactos Explosivos | [ 4 ]       |
| 2024 | Me llamo Loh Kiwan       | Seon-ju                                         | [ 5 ] [ 6 ] |

### Series de televisión
| Año     | Título                         | Papel                   | Canal         | Notas              | Ref.   |
| ------- | ------------------------------ | ----------------------- | ------------- | ------------------ | ------ |
| 2014    | Momo Salón                     | Eun-hye                 | Naver TV Cast |                    |        |
| 2016    | Dance from Afar                | Choi Hyun               | KBS2          | Drama Special      |        |
| 2017    | Children of the 20th Century   | Jang Young-shim         | MBC           |                    |        |
| 2018    | Mistress                       | Park Jung-shim          | SBS           |                    |        |
| 2018    | Life                           | Enfermera Kim Eun-ha    | JTBC          |                    | [ 7 ]  |
| 2019    | One Spring Night               | Song Yeong-joo          | MBC           |                    |        |
| 2019    | When the Devil Calls Your Name | Nueva mensajera         | tvN           |                    |        |
| 2019-20 | Diary of a Prosecutor          | Oh Yoon-jin             | JTBC          |                    |        |
| 2020    | A Piece of your mind           | Jun Eun-joo             | tvN           |                    |        |
| 2021    | Secret Royal Inspector Joy     | Kwang-soon              | tvN           |                    |        |
| 2022    | Estamos muertos                | Park Seon-hwa           | Netflix       |                    | [ 8 ]  |
| 2022    | Tribunal de menores            | Joo Young-sil           | Netflix       |                    | [ 9 ]  |
| 2022    | Cómo desbloquear a mi jefe     | Oh Mi-ran               | ENA           |                    | [ 10 ] |
| 2023    | Una dosis diaria de sol        | Enfermera Park Soo-jeon | Netflix       |                    | [ 11 ] |
| 2025    | Exploradora del amor           | Seo Mi-ae               | SBS           |                    | [ 12 ] |
| 2025    | Sin piedad para nadie          | Abogada                 | Netflix       | Aparición especial |        |
| 2025    | Our Movie                      | Yoo Eun-ae              | SBS           |                    |        |

## Premios y nominaciones
| Año  | Premio                                         | Categoría                                  | Papel                        | Resultado | Ref.   |
| ---- | ---------------------------------------------- | ------------------------------------------ | ---------------------------- | --------- | ------ |
| 2015 | 5.o Festival Internacional de Cine de Sakhalin | Mejor actriz                               | End of Winter                | Ganadora  |        |
| 2017 | 4.os Premios Wildflower Film                   | Mejor actriz                               | Our Love Story               | Nominada  | [ 13 ] |
| 2017 | 4.os Premios Wildflower Film                   | Mejor actriz revelación                    | Our Love Story               | Ganadora  |        |
| 2017 | 53.os Premios Baeksang Arts                    | Mejor actriz revelación                    | Our Love Story               | Ganadora  | [ 14 ] |
| 2017 | 22.os Premios Chunsa Film Art                  | Mejor actriz revelación                    | Our Love Story               | Ganadora  | [ 15 ] |
| 2017 | 26.os Premios Buil Film                        | Mejor actriz revelación                    | Our Love Story               | Nominada  |        |
| 2017 | 38.os Premios Blue Dragon Film                 | Mejor actriz revelación                    | Our Love Story               | Nominada  |        |
| 2017 | 1.os Premios Seoul                             | Mejor actriz revelación (cine)             | I Can Speak                  | Nominada  |        |
| 2017 | Premios MBC Drama                              | Mejor actriz revelación                    | Children of the 20th Century | Nominada  |        |
| 2019 | 6.os Premios Wildflower Film                   | Mejor actriz                               | Jamsil                       | Nominada  |        |
| 2019 | Premios MBC Drama                              | Mejor reparto en serie de miércoles-jueves | Una noche de primavera       | Nominada  |        |
| 2025 | 60.os Premios Baeksang Arts                    | Mejor actriz de reparto (cine)             | Me llamo Loh Kiwan           | Ganadora  | [ 1 ]  |